# Gothika
Gothika es una película de terror dirigida por Mathieu Kassovitz y protagonizada por Halle Berry, Robert Downey Jr. y Penélope Cruz, estrenada en el año 2003

## Argumento
La Dra. Miranda Grey (Halle Berry), es una psicóloga criminal que trabaja en la institución femenina Woodward, bajo la dirección de su marido, el Dr. Doug Grey (Charles S. Dutton). Una noche lluviosa, mientras conduce, es desviada por el Sheriff Ryan (John Carroll Lynch), cuando Miranda observa a una joven por un puente, en medio de la carretera. Tras dar un volantazo, evitando así atropellarla, choca, sale del auto, y camina hasta la joven desnuda (Kathleen Mackey) tratando de calmarla y arroparla, y, en el transcurso, la joven se incendia y la toca. Cuando despierta, tres días después, Miranda está ingresada en el hospital donde trabajaba, y es atendida por el doctor Peter Graham (Robert Downey Jr.) , descubriendo que su marido ha sido brutalmente asesinado por ella misma, hecho del cual ella no guarda recuerdo alguno.
Dentro del hospital, Miranda es abordada por Chloe Saba (Penélope Cruz) quien le entrega un pedazo de periódico que informa de cómo mató en su casa a su esposo. Mientras, tiene alucinaciones estando encerrada y en un cristal puede leer un texto que se formó, con la inscripción "no estamos solas".
Estando en la ducha comunitaria, Miranda es atacada por la joven desnuda del puente, y recibe cortes en el brazo izquierdo con un bisturí. El doctor Graham, quien le hace una valoración, le atiende, mientras tanto, Miranda le pregunta a Peter si tuvieron un romance, y si ambos querían, se pregunta por qué no lo tuvieron.
Posteriormente, Miranda es visitada por su abogado, Teddy Howard (Dorian Harewood), quien le dice que próximamente será su audiencia, y que alegarán demencia, pues eso posiblemente ayudará en la condena, para una posible reducción y efectos de la interpretación de las circunstancias y el caso. Ante esto, ella le encara diciéndole que, al parecer, es la única que cree que es inocente, y él le dice que por cómo encaja el móvil del asesinato, todo indica a que ella es la culpable. Teddy le dice que el Sheriff Ryan quiere hablar con ella, y lo que sucede es que áquel le reclama a Miranda el asesinato de su mejor amigo, ante lo que ella se altera, mientras en su brazo, le aparece una inscripción que reconoce: "no estamos solas".
Luego experimenta un flashback sobre cómo llegó a su casa y pudo haber cometido el asesinato de su esposo, generándole dudas sobre su estado mental y la posible demencia, así como de haber podido cometerlo ella.
Ante el recuerdo de aquello, se da cuenta de algo, y pide hablar con el Dr. Phil Parsons (Bernard Hill), para decirle que estaba en el momento del asesinato de su esposo, pero lo vio desde la perspectiva de otra persona. Ahí descubre que la joven desnuda es Rachel Parsons, hija del doctor. El doctor le dice que su hija está muerta desde hace 4 años.
Miranda pide al fantasma de Rachel que la ayude a escapar, y lo hace, entra a buscar información de Rachel en la computadora, y averigua que el informe policial dice que se suicidó. Después observa por el monitor la imagen de Rachel en la celda de Chloe. Corre a su celda, donde la ve golpeada en la puerta. Inmediatamente después ve el tatuaje en el pecho de un hombre, con la figura de una mujer quemándose en una hoguera, pide ayuda, y es atrapada.
Miranda conversa con Chloe y le dice que sentía el no haber creído en ella antes, Chloe la abraza y le susurra que le dijo que ella será la siguiente.
Una vez en su celda, Miranda es atacada por Rachel. Entonces, los cuidadores, al creer que es un intento de suicidio, acuden a su celda donde son sorprendidos por Miranda, quien roba las llaves y logra escapar con ayuda de uno de los vigilantes (Michel Perron) de la entrada.
En su intento por escapar, Miranda es guiada a su casa, entra y percibe cómo mató al Dr. Doug, quien le suplicó que no lo matara. Ella le corta en la mano, y después ve cómo se metió en la bañera, y al verse en el espejo, concluye que fue poseída por el espíritu de Rachel, y llora por la revelación de que fue ella quien mató a su marido.
Luego, se dirige a la casa del lago donde Doug y el Sheriff Ryan iban de pesca, y da una vuelta por la misma. En el cobertizo, la caja de una cámara llama su atención, busca y encuentra una puerta en el piso, que la conduce a un cuarto con una cama y esposas donde ve las grabaciones, en las cuales su esposo difunto, el Dr. Doug, tiene a una chica amarrada y dice que regresará en una semana, jactándose de ser Dios. Miranda se da cuenta de que la policía la está buscando, y un policía le dice que se esté quieta. Ella se apoya en unas tablas, y es abrazada por una mujer, que es la del vídeo que pedía ayuda.
Es llevada a la comisaría donde la defienden por haber salvado a la joven secuestrada por el Dr. Peter y su abogado Teddy. Miranda habla con el Dr. Phil, preguntándose si Rachel también fue víctima del Dr. Doug, y si es por eso el lema de "no estamos solas", pues Miranda sospecha que debe de haber otro involucrado que ayudó al Dr. Doug, así que el Dr. Peter busca por internet el tatuaje de "anima sola", para obtener más información.
En otra escena, Miranda habla con el Sheriff Ryan sobre su hipótesis del otro cómplice, y le expone un posible perfil psicológico del posible criminal, habla sobre el tatuaje, y él le responde, diciéndole que es posible que el cómplice puede creer que ella sabe demasiado. Entonces, el Sheriff Ryan se descubre como el segundo criminal, atacando a Miranda, y le dice que la va a violar, descubriéndose en su pecho el tatuaje de la "anima sola", se apagan las luces y Miranda huye. Mientras el Sheriff persigue a Miranda, le confiesa que Doug mató a una chica a los 15 años, y que él le ayudó a enterrarla. También le confiesa que, tiempo después, comenzaron otra vez a matar, y a abusar de las chicas. En ese momento Rachel se le aparece al Sheriff y éste le dispara, dándole a una toma de gas. Al querer disparar al espíritu, la bala se dirige nuevamente al gas, y quema el cuerpo del Sheriff, y entonces Miranda dispara al Sheriff, matándolo. Después llega el Dr. Peter.
Después de un tiempo se ve por la calle a Miranda y Chloe, ya libres, conversando y deseándose suerte la una a la otra. Miranda camina de regreso a su casa y ve a un niño en medio de la calle, cuando viene un camión de Bomberos, ella grita para salvarlo pero se da cuenta de que es otro espíritu. La película termina con el cartel del niño desaparecido y Miranda caminando.

## Banda sonora
La banda sonora de Gothika fue compuesta por John Ottman, y tiene una duración de 49 minutos y 59 segundos.
1. Prologue  2:11
2. Miranda's Theme 1:50
3. Remembering Rachel 2:37
4. Final Escape 6:23
5. Road Block/First Contact 2:37
6. An Affair? 3:05
7. First Escape4:22
8. One Of Us/The Shower 4:03
9. Willow Creek 3:39
10. Recollections 3:18
11. The House/Dream 4:02
12. I'm The Mirror/Not Alone 2:24
13. Revelation 4:47
14. You are Next 2:43
15. I See Dead Kids 1:50

Otras canciones
Canciones que aparecen en la película, pero no en la banda sonora:
- Behind Blue Eyes - Limp Bizkit